# Sport w Stargardzie do 1945
 Sport w Stargardzie do 1945  – Stargard to miasto z tradycjami z wieloma dziedzinami sportu. Początkiem historii sportu stargardzkiego to rok 1860, gdzie powstało pierwsze stowarzyszenie turnerskie; w 1912 Stargardzie (niem. Stargard in Pommern) zafunkcjonował Stargarde Sport Club 1912; w 1933 został wzniesiony kompleks budynków, które od roku 1935 były podporządkowane pod Ośrodek Przygotowań Olimpijskich, z przeznaczeniem dla niemieckich sportowców.

## Stargardzki sport do 1945

### Geneza stargardzkiego sportu
Sport w Stargardzie do 1945 swoją historię rozpoczął w XIX w.. Był to okres rozwoju turnerstwa, jako różnego rodzaju ćwiczeń gimnastycznych, do których wówczas zaliczano: ćwiczenia na drążku, na tyczce, poręczach, woltyżerka i natarcie. Pomysłodawcą turnerstwa był Friedrich Ludwig Jahn z którego inicjatywy powstał w 1811 pierwszy plac turnerski na Hasenheide koło Berlina. Z czasem na Pomorzu Zachodnim podczas zawodów turnerskich zaczęły powstawać kluby sportowe, gdzie zaczęła rozwijać się piłka nożna, powstawały kluby piłkarskie. 2 lipca 1860 w Stargardzie powstało pierwsze stowarzyszenie turnerskie. W 1912 zafunkcjonował Stargarde Sport Club 1912 (Stargardzki Klub Sportowy - SSC 1912). Był to klub wielosekcyjny z zawodnikami piłkarze nożni i lekkoatleci. Z tego okresu znanym lekkoatletą z epizodem stargardzkim był Otto Peltzer, który od 13 roku życia uczęszczał do Szkoły Realnej w Stargardzie, którą ukończył z dobrym wynikiem. W okresie późniejszym był zawodnikiem klubu Prusy Szczecin. 
Z klubu ze Stargardu - SSC wywodził się zawodnik Robert Bergemann, zamieszkały przy Pyritzer Strasse 37 (dziś ulica Mieszka I). Był jednym z najlepszych kulomiotów na Pomorzu, uczestniczył w zawodach w Berlinie, gdzie w pchnięciu kulą zanotował dobry wynik. Lekkoatleci ze stargardzkiego klubu SSC 1912 osiągali dobre wyniki w biegach długodystansowych. W 1924 w biegach przełajowych o randze okręgowej zawodnicy z SSC zajęli trzy pierwsze miejsca. W klasyfikacji punktowej zwyciężył stargardzki zespół SSC 1912. W 1928 podczas mistrzostw okręgu rozgrywanych w Szczecinie, w kategorii młodzieżowców, na dystansie 3,6 km zwyciężył Klegien z SSC 1912. W 1929 został rozegrany mecz na Jahnsportplatz (dzisiejszy stadion lekkoatletyczny przy ul. Sportowej) pomiędzy Stargarder SSC, a Stettiner Sport Club. W Stargardzie znajdował się jeszcze jeden obiekt stadion z nazwą Eisenbahn Sportplatz (dzisiejszy stadion piłkarski Błękitnych). W 1930 na mistrzostwach Pomorza w lekkiej atletyce na dystansie 100 metrów kobiet pierwsze miejsce zajęła Lűbke. 
W 1933 na zawodach w biegach długodystansowych na trzecim miejscu została sklasyfikowana stargardzianka Deveer. W tym okresie na zawodach sportowych w piłce nożnej na Pomorzu Stargard wystawił cztery kluby: Viktoria 1910 Stargard, Stargarder Sport Club 1912, MSV Keith Gneisenau oraz LSV Stargard (Luftwaffen Sportverein Stargard). Wyróżniający zawodnicy to Murr z Viktorii i Nagel oraz Reckemeyer z SSC. W 1933 w Stargardzie na Pomorzu (niem. Stargard in Pommern) przy ulicy (niem. Moltkego) został wzniesiony kompleks budynków, które od roku 1935 były podporządkowane pod Ośrodek Przygotowań Olimpijskich (niem. Stadtisches Hallen und Sonnenbad), z przeznaczeniem dla niemieckich sportowców. W latach 30. i 40 XX w. w meczach reprezentacji Pomorza występowali zawodnicy stargardzcy: Schmitz (Keith Gneisenau), Hildemann (Viktoria) i Dreher (LSV). W Stargardzie funkcjonował klub MSV Keith Gneisenau z sekcją piłka ręczna. Był wojskowym klubem sportowym (MSV), który brał udział w rozgrywkach regionalnych rywalizując z klubami ze Szczecina, funkcjonował do 1939. 27 lipca 1943 z okazji 700 rocznicy uzyskania praw miejskich rozegrany został mecz między Pomorzem, a Meklemburgią. W reprezentacji Pomorza grało kilku zawodników ze stargardzkich klubów.

### Stargardzkie kluby do 1945
W latach 1860 do 1945 funkcjonowały w Stargardzie kluby:
- Stowarzyszenie turnerskie — 1860
- Viktoria 1910 Stargard (piłka nożna) —  1910
- Stargarde Sport Club 1912 (Stargardzki Klub Sportowy-SSC 1912, klub wielosekcyjny piłka nożna, lekkoatletyka) — 1912
- LSV Stargard (Luftwaffen Sportverein Stargard, piłka nożna) — 1912
- MSV Keith Gneisenau (wojskowy klub przy 9 Kołobrzeskim Pułku Grenadierów, piłka ręczna) — 1933

### Stargardzkie ośrodki do 1945
- Ośrodek stadion Jahnsportplatz (dzisiejszy stadion lekkoatletyczny przy ul. Sportowej) — 1928
- Ośrodek stadion Eisenbahn Sportplatz (dzisiejszy stadion piłkarski Błękitnych) — 1933
- Ośrodek Przygotowań Olimpijskich Stadtisches Hallen und Sonnenbad (dzisiejszy OSiR i Klub wojskowy 12 BZ) — 1935